# Гаудиоз I Брешианский
Гаудиоз I (лат. Gaudiosus I; умер не позднее 451) — епископ Брешиа в первой половине V века; святой, почитаемый в Католической церкви (день памяти — 7 марта).

## Биография
В списках глав Брешианской епархии святой Гаудиоз I упоминается как преемник Сильвина и предшественник Оптациана. Хотя в трудах некоторых авторов приводятся точные даты его нахождения на епископской кафедре, они не подтверждаются данными средневековых исторических источников. Считается установленным только то, что Гаудиоз I должен был скончаться не позднее 451 года, так как этим временем датируется упоминание о новом епископе Оптациане. Днём смерти Гаудиоза в средневековых мартирологах названо 7 марта.
О деяниях Гаудиоза I почти ничего не известно. В средневековых текстах упоминается только об огромных святости и добродетельности епископа, с честью управлявшего своей паствой.
Гаудиоз I был похоронен в находившейся тогда за городскими стенами Брешиа церкви Святого Александра в каменной раке. Сохранился текст выбитой на этом артефакте эпитафии. Начиная с XV века при реконструкциях церкви Святого Александра реликвии Гаудиоза I несколько раз переносились в различные части храма. Последнее из этих перемещений было осуществлено в 1823 году. Одновременно менялась и рака: от простой каменной до богато украшенной серебряной.
Также как и все главы Брешианской епархии III—VII веков от Анатолия до Деусдедита, Гаудиоз I ещё в средневековье стал почитаться как местночтимый святой. Позднее имя святого Гаудиоза I Брешианского было внесено в «Римский мартиролог» для почитания всеми католиками. День его поминовения отмечается 7 марта.

## Комментарии
1. ↑  Эпитафия Гаудиоза I: «Diuo Gaudioso Brixiano Antistiti // Galassius Fenarolus Eques aureatus, // Juris Pontificii civilisque celeberrimus // Doctor, monumentum dicavit // Anno M. CCCC. LXXXVIII»[4].